# Уве Ран
Уве Ран (нім. Uwe Rahn, нар. 21 травня 1962, Мангайм) — колишній німецький футболіст, що грав на позиції півзахисника. Відомий, зокрема, виступами за менхенгладбаську «Боруссію», «Кельн», а також національну збірну Німеччини.

## Кар'єра гравця
Уве Ран починав займатися футболом у школах клубів Мангайма. На одній з ігор його побачили представники менхенгладбахської «Боруссії». У 1980 році він став гравцем «чорно-біло-зелених». За них Уве провів восьмій сезонів, в яких зіграв 227 лігових матчів і забив в них 81 гол. На полі він займав місце нападника, але міг зіграти і атакуючого півзахисника. Особливо яскраво він провів сезон 1986-87, коли в 31 матчі забив 24 м'ячі і став найкращим бомбардиром Бундесліги, обігнавши Фріца Вальтера з його рідного «Вальдгофа» на один м'яч. У тому ж сезоні Уве став найкращим гравцем німецької першості.
У 1987 році відразу після чудового сезону Ран мав можливість перейти до голландського ПСВ як заміна Руду Гулліту, але трансфер зірвався. Після цього Уве різко здав. Забивши 12 м'ячів у наступному сезоні за «Боруссію», він вирішив покинути клуб і перейшов до «Кельна», звідки через два сезони потрапив у «Герту». Після Берліна Уве Ран грав по сезону у «Фортуні» і «Айнтрахті», після чого поїхав до Японії в «Урава Ред Даймондс», де незабаром закінчив кар'єру.

## Кар'єра в збірній
Один з найважливіших матчів для Уве став дебют за німецьку збірну. 17 жовтня 1984 року вони грали проти національної збірної Швеції в відбірковому турнірі до чемпіонату світу 1986 року . Уве на 75-й хвилині замінив Фелікса Магата і першим своїм дотиком відправив м'яч у ворота, які німецька дружина не могла до цього моменту вразити. Цим Ран надовго запам'ятався уболівальникам. І на чемпіонат світу він таки поїхав, хоча і не зіграв там жодного матчу через травму, але срібну медаль, завойовану збірною, все ж отримав.

## Титули і досягнення

### «Боруссія»
- Чемпіонат Німеччини
  - Бронзовий призер (2): 1983–84, 1986–87
- Кубок Німеччини
  - Фіналіст (1): 1983–84

### «Кельн»
- Чемпіонат Німеччини
  - Срібний призер (2): 1988–89, 1989–90

### «Айнтрахт»
- Чемпіонат Німеччини
  - Бронзовий призер (1): 1992–93

### Збірна ФРН
- Чемпіонат Світу
  - Срібний призер (1): 1986